# Abas (Sohn des Eurydamas)
Abas (altgriechisch Ἄβας Ábas) ist eine Gestalt der griechischen Mythologie.
Abas war ein Troer und Sohn des Traumdeuters Eurydamas. Er wurde während des Trojanischen Krieges zusammen mit seinem Bruder Polyidos durch Diomedes getötet.